# Chudčice
Chudčice (en allemand : Chutschitz) est une commune du district de Brno-Campagne, dans la région de Moravie-du-Sud, en République tchèque. Sa population s'élevait à 982 habitants en 2020.

## Géographie
Chudčice se trouve à 6 km à l'ouest-sud-ouest de Kuřim, à 15 km au nord-ouest de Brno et à 170 km à l'est-sud-est de Prague.
La commune est limitée par Sentice à l'ouest et au nord, par Čebín au nord-est, par Moravské Knínice à l'est, par Brno au sud, et par Veverská Bítýška à l'ouest.

## Histoire
La première mention écrite de la localité date de 1235.